# Piepie
Piepie (lit. Pėpės) − wieś na Litwie, w rejonie solecznickim, 6 km na wschód od Solecznik, zamieszkana przez 51 ludzi. Przed II wojną światową w Polsce, w powiecie wileńsko-trockim województwa wileńskiego.